# Lista de deputados distritais do Distrito Federal da 2.ª legislatura
Esta é a lista de deputados distritais eleitos para a legislatura 1995–1999.

## Composição das bancadas
| Partido | Líder                    | Bancada | Posição      |
| ------- | ------------------------ | ------- | ------------ |
| PP      | Luiz Estevão             | 7 / 24  | Oposição     |
| PT      | Geraldo Magela           | 7 / 24  | Governo      |
| PDT     | João de Deus             | 2 / 24  | Governo      |
| PSDB    | Marcos Arruda            | 2 / 24  | Independente |
| PMDB    | Odilon Aires             | 1 / 24  | Oposição     |
| PTB     | Peniel Pacheco           | 1 / 24  | Oposição     |
| PFL     | Adão Pereira Xavier      | 1 / 24  | Oposição     |
| PRN     | César Trajano de Lacerda | 1 / 24  | Independente |
| PPS     | Cláudio Monteiro         | 1 / 24  | Governo      |
| PL      | Renato Rainha            | 1 / 24  | Independente |

## Deputados estaduais
| Número | Deputados federais eleitos     | Partido | Votação | Percentual | Localidade onde nasceu  | Unidade federativa  |
| 39239  | Luiz Estevão                   | PP      | 46.205  | 5,12%      | Rio de Janeiro          | Rio de Janeiro      |
| 13113  | Pedro Celso                    | PT      | 14.282  | 1,58%      | Tiros                   | Minas Gerais        |
| 13200  | Geraldo Magela                 | PT      | 13.095  | 1,45%      | Patos de Minas          | Minas Gerais        |
| 15133  | Odilon Aires                   | PMDB    | 12.670  | 1,40%      | Ponte Alta do Bom Jesus | Tocantins           |
| 13194  | Maninha                        | PT      | 11.161  | 1,23%      | Januária                | Minas Gerais        |
| 12190  | João de Deus Silva Carvalho    | PDT     | 10.870  | 1,20%      | Piaçabuçu               | Alagoas             |
| 39139  | Edimar Pireneus Cardoso        | PP      | 10.534  | 1,16%      | Corumbá de Goiás        | Goiás               |
| 39222  | Daniel Marques de Sousa        | PP      | 10.393  | 1,15%      | Anápolis                | Goiás               |
| 39101  | Manoel Paulo de Andrade Neto   | PP      | 9.689   | 1,07%      | Jaçanã                  | Rio Grande do Norte |
| 14140  | Peniel Pacheco                 | PTB     | 9.592   | 1,06%      | Uberaba                 | Minas Gerais        |
| 13111  | Lúcia Helena de Carvalho       | PT      | 9.539   | 1,05%      | Londrina                | Paraná              |
| 39144  | Benício Tavares da Cunha Mello | PP      | 9.472   | 1,05%      | Rio de Janeiro          | Rio de Janeiro      |
| 13222  | Wasny de Roure                 | PT      | 9.288   | 1,03%      | Goiânia                 | Goiás               |
| 39199  | Jorge Cauhy Júnior             | PP      | 9.255   | 1,02%      | Uberaba                 | Minas Gerais        |
| 39299  | Tadeu Filippelli               | PP      | 9.237   | 1,02%      | Catanduva               | São Paulo           |
| 25123  | Adão Pereira Xavier            | PFL     | 7.480   | 0,82%      | Vazante                 | Minas Gerais        |
| 36194  | César Trajano de Lacerda       | PRN     | 7.166   | 0,79%      | Pires do Rio            | Goiás               |
| 23123  | Cláudio Monteiro               | PPS     | 6.640   | 0,73%      | Niterói                 | Rio de Janeiro      |
| 13140  | Antônio José Ferreira          | PT      | 6.317   | 0,70%      | Anápolis                | Goiás               |
| 45101  | José Edmar de Castro Cordeiro  | PSDB    | 5.976   | 0,66%      | Formosa                 | Goiás               |
| 12112  | José Ramalho Brasileiro        | PDT     | 5.944   | 0,65%      | Igaraci                 | Paraíba             |
| 22111  | Antônio Renato Alves Rainha    | PL      | 5.898   | 0,65%      | Presidente Prudente     | São Paulo           |
| 13190  | Marco Antônio dos Santos Lima  | PT      | 5.338   | 0,59%      | Brasília                | Distrito Federal    |
| 45120  | Marcos Arruda                  | PSDB    | 4.620   | 0,51%      | João Pessoa             | Paraíba             |